# Extreme Movie
 Extreme Movie (bra Mais um Besteirol ao Extremo) é um filme estadunidense de 2008, do gênero comédia, dirigido por Adam Jay Epstein e Andrew Jacobson.
Composto de esquetes focando sexo entre jovens, o filme tem no elenco Frankie Muniz, Ryan Pinkston, Jamie Kennedy, Danneel Harris, Andy Milonakis, Matthew Lillard, Rob Pinkston  e Michael Cera.

## Elenco
- Ryan Pinkston como Mike
- Michael Cera como Fred
- Frankie Muniz como Chuck
- Rob Pinkston como Griffin
- Ben Feldman como Len
- Kevin Hart como Barry
- Jermaine Williams como Leon
- Rheagan Wallace como Jessica
- Andy Milonakis como Justin
- John P. Farley como Sr. Matthews
- Cherilyn Wilson como Stacy
- Rich Ceraulo como Angus
- Heather Hogan como Kat
- Vanessa Lee Chester como Charlotte
- Hank Harris como Ronny
- Jamie Kennedy como Mateus
- Danneel Harris como Melissa
- Danny Ehrhardt como Biff
- Denise Boutte como Nova Tabitha
- Jeremy Suarez como R.J.
- Kyle Howard como namorada bêbada
- Matthew Lillard como Ele Mesmo
- Jake Sandvig como Hank
- Nicholas D'Agosto como Evan
- Marcus T. Paulk como Jalin
- Steven Christopher Parker como Doug
- Marcus T. Paulk como Wyatt
- Joanna García como Querida Torta
- Ma'tay Williams como Cortez
- Beverley Mitchell como Sue
- Vanessa Lengies como Carla
- Ashley Schneider como Betty
- Ed Trotta como Abraham Lincoln
- Kyle Gass como Diretor do Porno
- Dan Finnerty como Gigundocock